# Гражданская добродетель

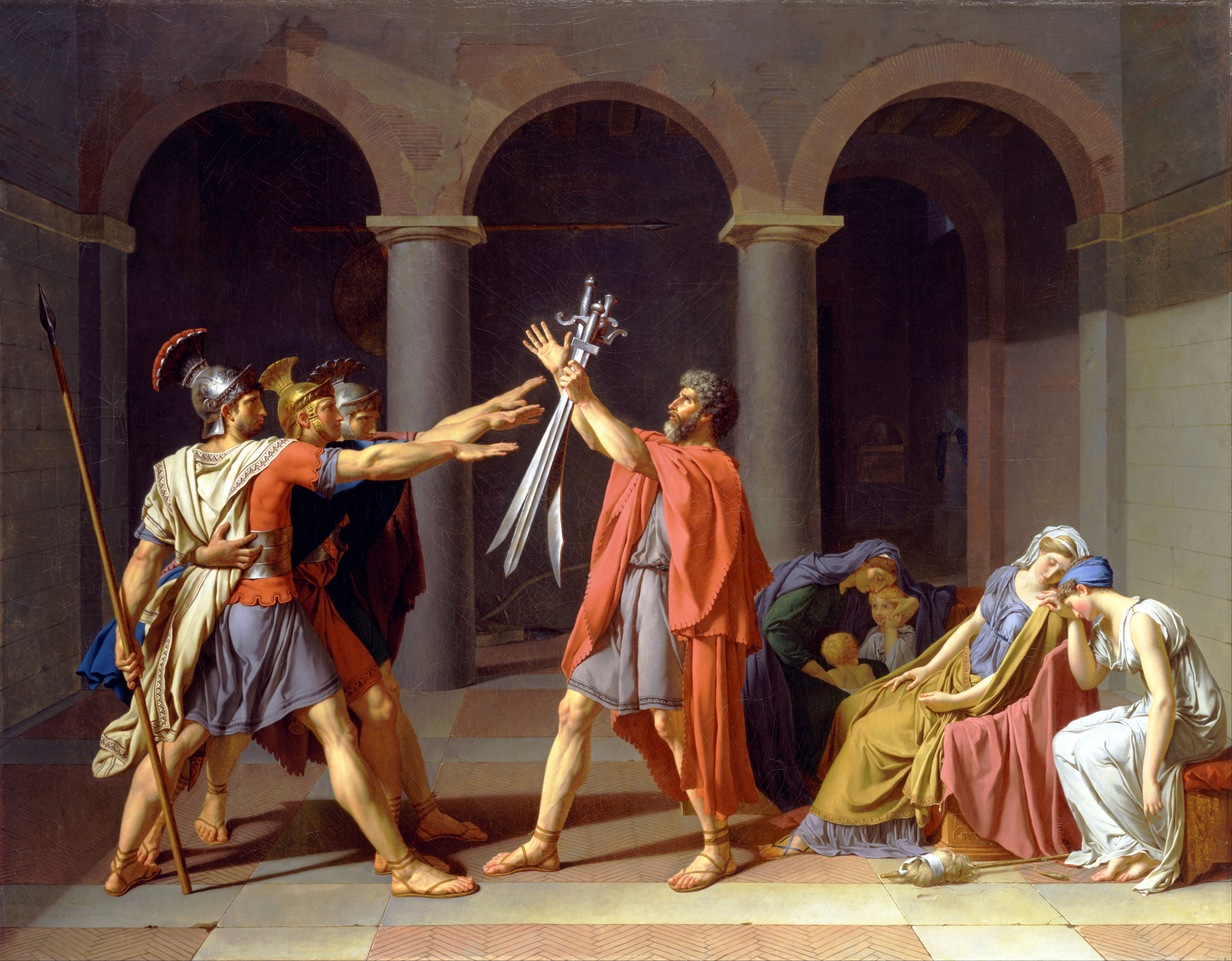
Картина Жака-Луи Давида 1786 года «Клятва Горациев», иллюстрирующая драматический момент из истории Рима времён Тита Ливия, воплощает идеи XVIII века о гражданской добродетели.

Гражданская добродетель — выработка привычек, способствующих процветанию общества. Понятие гражданская добродетель тесно связано с концепцией гражданства и часто трактуется как преданность граждан общему благу друг друга даже в ущерб своим частным интересам. Выявлением черт характера, составляющих гражданскую добродетель, занималась политическая философия. Понятие «гражданственность» описывает поведение между людьми и группами, которое определяется социальным устройством (в соответствии с идеями гражданского общества), поскольку само по себе является основой общества и права.
С исторической точки зрения гражданские добродетели превозносятся в странах с республиканскими формами правления и в обществах, в которых появились города. В обществах с монархической формой правления на окончательные решения по общественным вопросам влияют именно добродетели монарха. Когда власть приобретает широкий класс людей, принятые ими решения характеризуются именно их достоинствами. Считается, что такая форма принятия решений наиболее эффективно защищает интересы большинства. В аристократических олигархиях также могут развиваться традиции добродетелей, которые приняты уместными в правящем сословии, но эти добродетели существенно отличаются от тех, которые обычно относят к категории гражданской добродетели, поскольку среди них преобладает воинская доблесть, а не коммерческой честностью . Конституции стали играть важную роль в определении гражданских добродетелей республик и конституционных монархий. Самые ранние формы конституционного развития можно увидеть в позднесредневековой Германии (см. Коммунальное движение до 1800 г.), а также в процессе Голландской и Английской революций XVI и XVII века.

## В Древней Греции и Риме
В античной культуре Европы и тех местах, которые оказались под влиянием её политической традиции, концепция гражданской добродетели рождается в древнейших республиках — Афин и Рима, о политической жизни которых сохранилось много сведений. Определением добродетелей, необходимых для успешного управления афинским полисом, много занимались Сократ и Платон. Расхождение во взглядах на гражданственность в конечном счёте привели к конфликту Сократа с афинской демократией и его суду над ним. В трактате «Политика» Аристотеля гражданство рассматривалось как состоящее не из политических прав, а, скорее, из политических обязанностей. Предполагалось, что граждане откажутся от своей частной жизни и интересов и будут служить обществу в соответствии с обязанностями, определёнными законом.
В Древнем Риме философов гражданской добродетели появилось даже больше, чем в Древней Греции: философов-моралистов, например, Цицерон, историков-моралистов, среди которых Тацит, Саллюстий, Плутарх и Ливий. Многие из этих деятелей либо лично участвовали в борьбе за власть в поздней Римской республике, либо воспевали свободу, которая была потеряна во время перехода к Римской империи. Они были склонны винить в этой утрате свободы недостаток гражданской добродетели у своих современников, противопоставляя им идеалистические примеры добродетели, взятые из римской истории, и даже неримских «варваров».

## В эпоху Средневековья и Возрождения
Тексты времён античности приобрели большую популярность в эпоху Возрождения. Ученые старались собрать как можно больше из них, особенно в монастырях, в Константинополе, из источников на Ближнем Востоке. Благодаря повторному открытию Авиценной и Аверроэсом этики добродетели и метафизики Аристотеля, Фома Аквинский объединил основные добродетели Аристотеля с христианскими концепциями в своей работе «Сумма теологии» (1273 г.).
Гуманисты хотели восстановить древний идеал гражданской добродетели посредством образования. Считалось, что вместо наказания грешников можно предотвратить грех, воспитав добродетельных детей. Городская жизнь приобрела особую важность для высших сословий, поскольку люди в городе вынуждены соблюдать установленные правила поведения, чтобы не нарушать чужих границ. Проблема заключалась в том, что пролетаризация крестьян создала в городах среду, в которой зарождающийся класс рабочих было трудно контролировать. Города пытались оградиться от пролетариев, в иных случаях их пытались цивилизовать, вынуждая работать в домах для бедных. Гражданскими добродетелями в тот момент рассматривались: гражданская дискуссия (слушать других, пытаться прийти к соглашению, быть в курсе событий, чтобы иметь возможность внести соответствующий вклад), цивилизованное поведение (достойный внешний вид, акцент, сдерживание чувств и потребностей), труд (люди должны были вносить значительный вклад в жизнь общества). Религия изменилась, в ней начало большее внимание стали уделять поведению индивида, а не сообщества людей. Люди, верившие в гражданскую добродетель, принадлежали к меньшинству, окруженному «варварами». Монарх и государство приобретали популярность и авторитет.

## В эпоху Просвещения
Идея гражданской добродетели была очень популярна в эпоху Просвещения, но в новом свете. Авторитет монарха и государства ослабевал. Идея свободы стала захватывать умы. Считалось, что люди могут стать свободными, только сдерживая свои эмоции и оставляя место для других чувств. Прекратились попытки оградить пролетариев от городской жизни, определять их место в домах для бедных. Теперь основное внимание уделялось образованию. Труд был важной добродетелью в Средние века и эпоху Возрождения, но неработающая элита относилась к трудящимся людям с презрением. В XVIII веке этому пришёл конец. В среде расширяющего класса разбогатевших купцов подчеркивали, как важно трудиться и делать вклад в развитие общества всем людям, включая высшее сословие. Наука приобрела популярность. Правящий класс и элиты пытались изменить мир и человечество в лучшую сторону, расширяя бюрократию. Известные мыслители думали, что образование приведёт к преодолению барьеров, освободит каждого от глупости и угнетения. В публичных обществах и научных журналах проводились гражданские дискуссии.
Гражданская добродетель также стала предметом общественного интереса и дискуссий в XVIII веке, отчасти из-за Войны за независимость в США. В историческом анекдоте, впервые опубликованном в 1906 году, Бенджамин Франклин на вопрос женщины: «Ну, доктор, что у нас — республика или монархия?» ответил: «Республика, но только если вы сможете её сохранить». В настоящее время эту цитату используют, чтобы донести идею, что республика требует от своих граждан приобретения особенных политических убеждений, предпочтений, привычек, отсутствие которых ставит под угрозу республиканское правление и замену его властью авторитарной, например, монархией.
По мнению американского историка Гордона С. Вуда, это свойственное только XVIII веку утверждение, что, несмотря на непревзойдённую ни одной формой правления красоту республики, в монархиях благодаря размаху и обстоятельствам, сложилось ощущение, что правитель на самом деле превосходит подчинённых, имеющих право лишь на повиновение, и что монарх поддерживает порядок лишь своим присутствием. Напротив, в республике правитель являлся слугой общества, и поэтому с его стороны не могло быть постоянного принуждения. Законы нужно было соблюдать ради совести, а не из страха перед гневом правителя. В монархии людей можно заставить силой действовать в интересах своего правительства. В республике, напротив, людей необходимо убедить подчинить свои интересы правительству, и это добровольное подчинение составило понятие гражданской добродетели XVIII века. В отсутствие такого убеждения авторитет правительства рухнет, и тирания или анархия станут неизбежными.
Этот идеал вновь был подкреплён авторитетом классических, и особенно римских, политических авторов и историков. Поскольку римские авторы писали во времена угасания римского республиканского идеала, когда Римская империя перенимала лишь его формы, но не его дух или суть, американские и французские революционеры XVIII века читали их в поисках ответа, как Римская республика потерпела крах и как избежать повторения этой ошибки. В своём труде «Размышления о взлете и падении древних республиканцев» английский историк-виг Эдвард Уортли Монтегю стремился описать «основные причины того упадка нравов, который низвел некогда храбрых и свободных людей в самое отвратительное рабство». Следуя такому прочтению римских идеалов, американский революционер Чарльза Ли в качестве примера опирался на спартанское эгалитарное общество, в котором каждый человек был бы солдатом и хозяином своей земли и где людей «с раннего детства учили считать себя собственностью государства… (и) всегда были готовы пожертвовать своими заботами ради её интересов». Аграризм Томаса Джефферсона представляет собой аналогичную систему убеждений; Джефферсон считал, что идеальную республику должны составить независимые сельские земледельцы, а не городские торговцы.

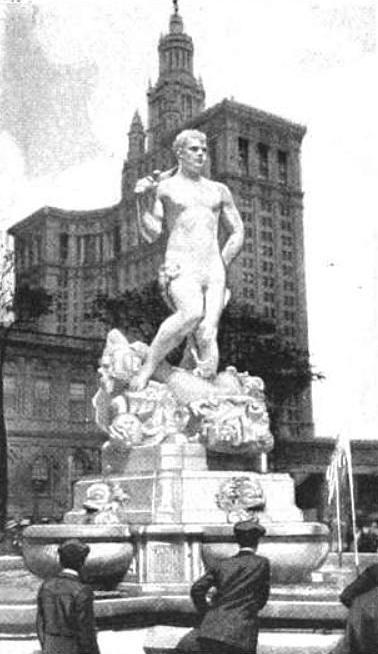
Статуя Гражданская добродетель в Нью-Йорке, 1919 год.

Вдохновлённые этими идеями американские революционеры основали такие учреждения, как Орден Цинцинната, названное в честь римского фермера и диктатора Луция Квинкция Цинцинната. По словам Ливия, Цинциннат покинул свою ферму, чтобы возглавить армию Римской республики во время кризиса, и добровольно вернулся к своему плугу, как только кризис миновал.

### C XIX до середины XX века
Идеи гражданской добродетели приобрели особенную значимость в XIX и XX веках. Принадлежность к социальной и профессиональной группе оказывали большое влияние на добродетели личности. Люди разделились в понимании главных гражданских добродетелей. Возникло несколько основных идеологий, в каждой из которых сложились свои собственные представления о гражданских добродетелях.
Консерваторы подчёркивали важность семейных ценностей, подчинение отцу и государству. Националисты преследующие интересы широких масс среди гражданских добродетелей больше всего выделяли патриотизм. Либералы совместили республиканские идеи с верой в прогресс и свободу, в основе которой лежат капиталистические отношения. Получили особое освещение гражданские добродетели индивидуализма и ответственности. К концу XIX и началу XX века многие либералы сменили воззрения на социалистические или консервативные. Другие либералы стали склоняться к социальному либерализму, в их образе будущее капитализм сосуществовал с сильным государством, защищающим бедные слои населения. С сельского хозяйства и наделённого землёй меньшинства фокус в мировоззрении сместился на индустриализацию и гражданское общество.
Важной гражданской добродетелью по мнению социалистов являлось осознание угнетённого положения и определение сил, поддерживающих статус кво. Такое осознание, по их мнению, привело бы к гражданскому действию, меняющему мир к лучшему положению, где каждый стал бы значимым членом современного общества.
Адольф Гитлер в автобиографической книге «Моя борьба» выразил основные идеи национал-социализма, немецкого варианта идеологии фашизма. В нём общество делилось на три основные категории, каждая из которых обладала своим набором прав и обязанностей: граждане, субъекты и чужаки. Первая категория, граждане, имела все гражданские права и несла главные обязанности перед обществом. Гражданство выдавалось бы только тем мужчинам, принадлежавших к чистой расе, которые прошли армейскую подготовку и находились бы в запасе, чтобы государство в любой момент могло призвать их на службу. Женщины могли получить гражданство, только если работали сами на себя или выходили замуж за гражданина. Вторая категория, субъекты, включала всех, кто родился в государстве, но не подходил по расовому признаку. Субъекты не имели бы права голоса, не могли занимать государственных должностей, и в целом не обладали правами и обязанностями граждан. Третья категория, чужаки, включала граждан других государств, которые тоже считались бесправными.

### В следующие десятилетия

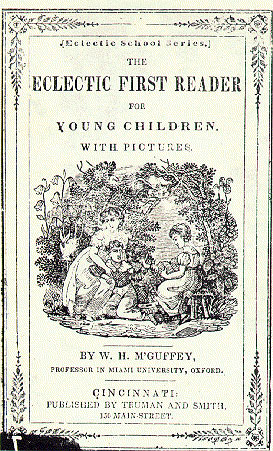
Обложка книги Eclectic First Reader.

Несколько институтов и организаций распространяли идею гражданской добродетели в других демократических государствах. Например, Бойскауты Америки и Гражданский воздушный патруль, текст присяги которых включает клятву верности США, клятву кадета и кодекс чести кадета, в которых отражено стремление к развитию лучших качеств в членах общества.
Более поздними проявлениями, связанными с концепцией гражданской добродетели, являются «McGuffey’s Eclectic Readers» — серия учебников для начальной школы США, составитель которой, Уильям Холмс Макгаффи, намеренно искал способы привить патриотические и религиозные чувства детям. Член кабинета министров администрации Рейгана и консервативный публицист Уильям Беннетт в 1993 году выпустил труд «The Book of Virtues: A Treasury of Great Moral Stories», антологию, направленную на актуализацию идей Макгаффи.

## Схожие идеи в других культурах
Конфуцианство определяло культурные добродетели и традиции, которые должны соблюдать все члены общества, в особенности главы семей и правители, управленцы. Учение было основой китайского общества на протяжении более чем 2000 лет и до сих пор остается влиятельным в современном Китае. Связанные с ним понятия можно сравнить с западной идеей гражданской добродетели.

## Связанные концепции

#### Дружелюбие
Дружелюбие — это набор просоциальных моделей поведения, которые проявляются у людей, заинтересованных в других, доброжелательных, эмпатичных, внимательных и отзывчивых. Гражданская добродетель не сводится к дружелюбию. Например, дуэль в ответ на оскорбление во многих культурах считается вежливым поведением, но это не дружелюбный поступок.

#### Вежливость
Вежливость составляют соблюдение хороших манер или этикета. Поскольку вежливость обусловлена культурными ценностями, вежливое поведение часто совпадает с поведением хорошего гражданина. Однако если поступок, о котором идет речь, не связан с гражданскими добродетелями, то он может быть как вежливым, так и грубым, не считаясь в строгом смысле гражданским или негражданским поведением.

#### Светские манеры
К светским манерам относятся выправка, самообладание и мода, которые не имеют отношения к вежливости.

#### Негражданственное поведение
Негражданственное, невоспитанное поведение (англ. ncivility)— это общее название для обозначения социального поведения, в котором недостаёт гражданской добродетельности или хороших манер, включает как грубость или неуважение к старшим, так вандализм, хулиганство, публичное пьянство и угрожающее поведение. Слово incivility происходит от латинского incivilis, что означает «не гражданин».
Обычная грубость и негражданственное поведение, угрожающее окружающим, отличаются представлениями о «гражданственности» как основополагающими для общества; негражданственное поведение как нечто более вредное, чем плохие манеры, определяется антагонизмом к сложным концепциям гражданской добродетели или гражданского общества. В ряде стран вопрос определения такого поведения встало особенно остро и представляется политической проблемой современного общества.

## Список литературы
- John Hale, The Civilization of Europe in the Renaissance (London 1993)
- Daniel Roche, La France des Lumières (Paris 1993)
- Parker, Harold T. The Cult of Antiquity and the French Revolutionaries (Univ. Chicago, 1937)
- Wood, Gordon S. The Creation of the American Republic, 1776—1787 (Univ. North Carolina Press 1969, repr. Horton 1975) ISBN 0-393-00644-1
- Peggy Noonan (2008) Patriotic Grace
- Stephen L. Carter Integrity